# Pogódki
Pogódki [pronunciación en polaco: /pɔˈɡutki/] es un pueblo situado en el municipio (gmina) de Skarszewy, en el distrito de Starogard, voivodato de Pomerania, Polonia. Según el censo de 2021, tiene una población de 815 habitantes.